# Lista przewodniczących Senatu Bahamów

## Chronologiczna lista
| #   | Imię i Nazwisko        | Portret | Kadencja            | Kadencja            | Partia polityczna | Partia polityczna |
| #   | Imię i Nazwisko        | Portret | Od                  | Do                  | Partia polityczna | Partia polityczna |
| --- | ---------------------- | ------- | ------------------- | ------------------- | ----------------- | ----------------- |
| 1   | George Roberts         |         | styczeń 1964        | czerwiec 1964       |                   | bezpartyjny       |
| 2   | Leonard Knowles        |         | 1964                | 1972                |                   | bezpartyjny       |
| 3   | Gerald Cash            |         | 1972                | 1973                |                   | bezpartyjny       |
| 4   | Doris Sands Johnson    |         | 1973                | 1982                |                   | PLP               |
| 5   | Edwin Coleby           |         | 1982                | 1992                |                   | PLP               |
| 6   | John Henry Bostwick    |         | 1992                | 2002                |                   | FNM               |
| 7   | Sharon R. Wilson       |         | maj 2002            | maj 2007            |                   | PLP               |
| 8   | Lynn Holowesko         |         | 2007                | 2012                |                   | FNM               |
| (7) | Sharon R. Wilson       |         | 2012                | 2017                |                   | PLP               |
| 9   | Katherine Forbes-Smith |         | 24 maja 2017        | 30 listopada 2019   |                   | FNM               |
| 10  | Mildred Hall-Watson    |         | 6 grudnia 2019      | 6 października 2021 |                   | FNM               |
| 11  | Lashell Adderley       |         | 6 października 2021 | nadal               |                   | PLP               |